# PFK Neftochimic Burgas
Maillots
Le Professionalen Futbolen Klub 1962 Neftochimic Bourgas (en bulgare : Професионален Футболен Клуб 1962 Нефтохимик Бургас), plus couramment abrégé en Neftochimic Bourgas, est un club bulgare de football fondé en 1962 et basé dans la ville de Bourgas.

## Historique
- 1962 : fondation du club sous le nom de Stroitel Bourgas
- 1997 : 1re participation à une Coupe d'Europe (C3, saison 1997/98)
- 2002 : le club est renommé Naftex Bourgas

## Bilan sportif

### Palmarès
| \| - Championnat de Bulgarie : - Vice-champion : 1996-97. - Coupe de Bulgarie : - Finaliste : 1999-00. \| \| - Championnat de Bulgarie D2 (1) : - Champion : 2012-13. - Vice-champion : 2011-12. \| |  |                                                                                     |
| - Championnat de Bulgarie : - Vice-champion : 1996-97. - Coupe de Bulgarie : - Finaliste : 1999-00.                                                                                                 |  | - Championnat de Bulgarie D2 (1) : - Champion : 2012-13. - Vice-champion : 2011-12. |

### Bilan européen
Note : dans les résultats ci-dessous, le score du club est toujours donné en premier.
| Saison    | Compétition | Tour              | Club             | Domicile | Extérieur | Total  |
| --------- | ----------- | ----------------- | ---------------- | -------- | --------- | ------ |
| 1997-1998 | Coupe UEFA  | Premier tour      | SK Brann         | 3 - 2    | 1 - 2     | 4 - 4E |
| 2000-2001 | Coupe UEFA  | Tour préliminaire | Omonia Nicosie   | 2 - 1    | 0 - 0     | 2 - 1  |
| 2000-2001 | Coupe UEFA  | Premier tour      | Lokomotiv Moscou | 0 - 0    | 2 - 4     | 2 - 4  |

Légende
- Victoire ou qualification pour le tour suivant
- Match nul
- Défaite ou élimination de la compétition

## Personnalités du club

### Présidents du club
- Plamen Mihov

### Entraîneurs du club
| - Ivan Vutov - Dimitar Stoychev - Georgi Vasilev - Dimitar Dimitrov - Radostin Kishishev (2015) - Atanas Atanasov (2015) | - Diyan Petkov (2015 - 2016) - Gancho Evtimov / Dimcho Nenov (2016) - Hristo Yanev (2016 - 2017) - Nikolay Krastev (2017) - Blagomir Mitrev (2017) - Viktorio Pavlov |

### Anciens joueurs du club
| - Georgi Chilikov - Yordan Gospodinov - Radostin Kishishev - Anton Spasov | - Mitko Trendafilov - Todor Yanchev - Zlatko Yankov |